# Creature di Deltora
Elenco delle creature di Deltora, ovvero i personaggi immaginari presenti nella saga fantasy di Deltora della scrittrice Emily Rodda. 

## Animali comuni
Creature di cui esiste più di un esemplare.

### Deltora

#### Cosmopoliti
Gli animali diffusi in tutta Deltora sono:

#### Corvi
I corvi, che di aspetto sono identici ai corvi normali, a Deltora sono usati come messaggeri per le lunghe distanze. Il fatto che siano diffusi in tutta Deltora è dimostrato da alcuni fatti: Kree il corvo viene dalle Terre del Rubino; alcuni corvi vivono nella Valle degli incantesimi; a Deltora i corvi si usano per recapitare messaggi; gli Gnomi della Montagna del Terrore usano un corvo per inviare un messaggio a Lief. Queste sono alcune prove che i corvi sono diffusi in tutta Deltora.

#### Ratti
I ratti a Deltora sono probabilmente cosmopoliti, in quanto si incontrano sia alla Città dei Ratti che a Del (anche se questi ultimi sono per la maggior parte Ol).

#### Terre del Topazio
Gli animali diffusi nelle Terre del Topazio sono:

##### Wenn
Gli Wenn sono creature descritte come "pallide creature allampanate dagli occhi rossi" che vivono sul sentiero di Wenn Del. Catturano la preda prima stordendola con il loro ronzio, poi iniettandovi un veleno paralizzante. L'unico antidoto a questo veleno è una pozione fatta con le erbe che crescono sul sentiero di Wenn Del. Se la preda catturata è troppo grossa per loro, la offrono in tributo al Wennbar. Barda e Lief si imbattono negli Wenn lungo il sentiero, e vengono offerti in sacrificio al Wennbar per essere poi salvati da Jasmine. La ragazza afferma poi di aver salvato anche Filli dagli Wenn.

##### Filli
Nonostante sia comparso un solo esemplare di questa creatura piccola e pelosa, chiamato appunto Filli, alcune frasi del testo lasciano presumere che ve ne siano molti. Ad esempio a Norat Lief afferma che gli animali come Filli non sono considerati pericolosi dalle sue parti, il che lascia presumere che si tratti di un animale piuttosto conosciuto.

##### Ragni Combattenti
Per quanto probabilmente i ragni combattenti non siano originari esclusivamente delle Terre del Topazio, gli unici due ragni finora comparsi, Furia e Lampo, sono comparsi a Del. I due, di proprietà rispettivamente di Zigzag e Glock, accompagneranno Lief, Barda e Jasmine fino alle grotte degli Aurani, dove Penn deciderà di tenerli con sé.

##### Uccelli Intreccialiane
Gli Uccelli Intreccialiane sono piccoli uccelli originari delle colline di Os-Mine. Questi animali hanno l'abitudine di costruire nidi intrecciando le liane degli alberi, e da ciò deriva il loro nome. Questi nidi dopo qualche secolo formano un tetto talmente fitto che i semi degli alberi vanno a cadere sui nidi, andando a generare una nuova foresta che cresce sopra la precedente. Sotto le colline di Os-mine infatti si trova una seconda foresta, con tanto di ruscello sotterraneo. Questa è la strada per accedere alle caverne dove si trova il mare dei Pirrani. Lief e Barda, che stanno seguendo Glock e Jasmine, scoprono l'ingresso alle grotte grazie al ragno combattente di Zigzag, Furia, che stava seguendo quello di Glock, Lampo. Jasmine invece ha saputo dell'ingresso alle grotte dagli Uccelli stessi e dagli alberi.

#### Terre del Rubino
Gli animali diffusi nelle terre del Rubino sono:

##### Aquile giganti
Le aquile giganti sono creature diffuse, a quanto appurato nei libri, solo nelle terre del Rubino, dove ne compare una, trasformata da Thaegan in un gigante dorato, per aver cercato di salvare un amico dalle sue grinfie (un uccello che Taeghan voleva mangiare). Viene salvato da Lief, che con un astuto trucco riesce a fare in modo che verità sia menzogna e menzogna verità. Infatti il gigante poneva enigmi ai viandanti e li uccideva se sbagliavano. Lief sbaglia la risposta, perché nel contare le creature nella grotta di Taeghan dimentica l'uccello divorato vivo. Accusa il gigante di barare, e questi gli offre una scelta: dovrà dire una frase. Se sarà vera lo strangolerà, se sarà falsa gli taglierà la testa. Lief risponde "mi taglierai la testa" rendendo impossibile al gigante colpirlo. Infatti se fosse stata falsa, il gigante avrebbe dovuto tagliargli la testa, rendendola vera. Se invece fosse stata vera il gigante avrebbe dovuto strangolarlo, rendendola falsa. Ciò fa diventare la verità menzogna e la menzogna verità, liberando il gigante e facendolo tornare aquila. Per sdebitarsi l'animale salva Lief da una caduta in un burrone.

##### Vermi del Lago delle Nebbie
I vermi del Lago delle Nebbie sono in realtà gli abitanti e gli animali di D'Or, tramutati in orrende creature striscianti, carnivore e pericolose, dall'incantesimo di Thaegan. Dopo che Lief, Barda e Jasmine sconfiggono la maga, il popolo di D'Or torna normale.

##### I Guardiani del Frutteto
I Guardiani del Frutteto sono giganteschi uccelli che vivono nel Frutteto degli Alberi del Sonno (vedi oltre). Questi uccelli, con il corpo bianco eccettuate le grandi ali nere, attaccano le prede che hanno incautamente ingerito la polpa sonnifera dei frutti. Il loro becco affilato permette loro di sfondare il cranio della vittima. Dopodiché ne divorano il corpo e fanno cadere le ossa nell'acqua del laghetto che circonda il Frutteto. Qui i vermi lisciano e sbiancano le ossa. Alla fine si genera un letto di scheletri coperti da uno strato di morbido muschio, che attira gli ignari viandanti in cerca di riposo.

#### Terre dell'Opale
Gli animali diffusi nelle Terre dell'Opale sono:

##### Pasticciati
I Pasticciati sono bizzarre creature simili a cavalli, ma con un lungo collo, e con sole tre zampe. Il loro nome deriva dalla pezzatura simile a macchie fatte con della pittura. Secondo il bottegaio Tom, essi sono animali da trasporto comuni nelle Terre dell'Opale. Questi animali sono velocissimi e molto forti. La loro andatura è molto particolare, dato che prima si usano la zampa anteriore, poi quelle posteriori. Tre di queste creature, chiamate Noodle, Zanzi e Pip, vengono vendute da Tom a Lief, Barda e Jasmine. Egli non li informa che le tre bestie appartengono agli Akkalah-Rat. I Pasticciati tendono a ritornare verso la città di Norat, portando qui i tre viaggiatori contro la loro volontà.

##### Dolce
Dolce è la cavalla che traina il carro di Steven e Nevets delle Api, i due figli dell'Ape Regina. Inizialmente sembra essere solo una cavalla piuttosto grassa, ma in seguito rivelerà un'abilità speciale: dopo aver bevuto il Nettare dell'Ape Regina, le api che accompagnano Steven la ricoprono completamente e le permettono di volare.

##### Falene "Alla Larga"
Le falene "Alla Larga" sono creature che i Mascherati allevano per difendersi dai nemici e dalle "facce nude", ossia i non mascherati. Le falene emettono veleno che causa vesciche sulla pelle dei nemici. I Mascherati le usano anche quando i loro componenti che non indossano maschere da adulto si accorgono che queste aderiscono alla pelle per sempre.

#### Terre del Lapislazzuli
Gli animali presenti nelle terre del Lapislazzuli sono:

##### Piccione
L'unico piccione mai comparso a Deltora si trova a Rithmere, nelle Terre del Lapislazzuli, ed apparteneva a Ferdinando. Quest'ultimo afferma di averne altri due.

##### Mosche rosse
Le mosche rosse sono alcune mosche che vivono nel deserto delle sabbie mobili. Questi piccoli animali hanno l'abitudine di pungere e mordere le persone che attraversano il deserto.

##### Lucertole scarlatte
Le lucertole scarlatte sono piccole lucertole che vivono nel deserto delle Sabbie mobili; si nutrono delle mosche rosse.

##### Bestie delle Sabbie
Le Bestie delle Sabbie sono giganteschi animali, simili ad un incrocio tra un insetto ed un ragno, con otto zampe, una testa coperta di occhi, una lunga coda e decine di sacche appese sotto la pancia. In realtà questi sono stomaci. Una volta che uno degli stomaci si riempie completamente, la bestia vi deposita all'interno un uovo, in maniera tale che la larva possa nutrirsi. Queste creature inoltre servono l'Alveare (vedi oltre), derubando i viandanti degli oggetti che più gli interessano. Inizialmente Barda riteneva addirittura che fosse la bestia il guardiano della gemma, ma Lief risponde che c'è più di una creatura nel deserto, mentre il guardiano dovrebbe essere una creatura unica nel suo genere.

#### Terre dello Smeraldo
Gli animali originari delle terre dello Smeraldo sono:

##### Mosche della montagna
Le mosche della montagna sono le grosse mosche che gli Gnomi allevavano per Gellick. Dopo la sua sconfitta, gli Gnomi hanno distrutto le caverne di incubazione in cui le crescevano, dunque probabilmente ora esistono solo sulla Montagna del Terrore.

#### Terre dell'Ametista
Gli animali originari delle Terre dell'Ametista sono:

##### Topolini dei boschi
I topolini dei boschi sono creature nominate da Dain che vivono nei boschi delle Terre dell'Ametista. Questi animali, come dice il nome, dovrebbero essere topi di piccole dimensioni, arboricoli o semi-arboricoli.

##### Polipano
Il polipano è una bizzarra creatura simile ad una scimmia, con lunghe braccia sgraziate. Anche se Lief afferma di averne visto uno a Rithmere, il primo polipano apparso è Chett. L'animale lavorava a bordo della nave "La Regina del Fiume", finché i pirati non l'hanno attaccata e non hanno rapito anche la creatura. In seguito Chett è ricomparso nel covo dei pirati, dove in cambio delle liquirizie per polipani che Lief aveva comprato per sbaglio da Steven, recupera la cintura di Deltora dal pirata che gliel'aveva rubata. In seguito darà fuoco alla nave pirata e fuggirà dalla stessa, con l'aiuto di Dain, Lief, Barda e Jasmine.

##### Vermi di fiume
I vermi di fiume, o vermi assassini, sono creature vermiformi che popolano il fiume Tor, dotate di denti acuminati che usano per divorare tutto ciò che incontrano. Secondo il capitano della Regina del Fiume, queste creature risalgono il fiume dal mare. Sono responsabili della perdita di alcune dita della mano dell'uomo, che sconsiglia a Lief, Barda e Dain qualsiasi contatto diretto con le acque del Tor.

##### Capre
Le uniche capre mai comparse, in realtà Ol trasformati, si trovavano vicino al ponte che passa il Tor. Controllavano che non ci fosse nessuno che attraversasse il fiume. Dato che sono comparse solo qui, è possibile che siano originarie di queste zone di Deltora.

#### Terre del Diamante
Gli animali comuni comparsi nelle Terre del Diamante sono:

##### Gabbiani
I gabbiani sono comparsi solo nella zona tra le Terre del Diamante e quelle dell'Ametista. I gabbiani aiutarono Verity, la figlia di Han il Rosso a sopravvivere quando era legata a mo' di polena sul pennone della fortunata, la nave di Jack il Ridanciano.

### Isole Pirrane
Non ci sono animali selvatici a Piuma, almeno non nominati.

#### Auron
Gli animali che vivono ad Auron e nei mari circostanti sono:

##### Foche pinnate
Le foche pinnate sono, come dice il nome, animali simili a foche ma con le zampe simili a pinne arrotondate. Alcune di queste creature vengono avvistate da Lief e compagni mentre navigano verso Auron.

##### Vermi soffiatori
I vermi soffiatori sono grosse creature simili a vermi con le zampe, che vivono nell'isola spoglia poco prima di Auron. Emettono un gas giallognolo che fa perdere i sensi agli animali che si avvicinano (anche se non sembra sortire alcun effetto sui ragni combattenti). Dopodiché li ricoprono con uno strato di fango. Quando l'animale soffoca, aspettano che si decomponga poi ne succhiano i resti. Lief, Barda e Jasmine vengono catturati, ma vengono liberati da Kree, Filli, Furia e Lampo.

##### Anguille giganti
Le anguille giganti sono i grossi animali simili ad anguille che gli Aurani cavalcano per muoversi in mare. Sono molto coraggiose, ma ciò nonostante non accettano l'ordine di nuotare sotto le tele degli Arach.

##### Arach
Gli Arach sono enormi creature simili a ragni, in grado di sollevare come niente fosse una barca abbastanza grossa da contenere comodamente sei persone, due ragni combattenti in gabbia e i loro bagagli. Questi grossi animali vivono nell'oscurità, e non possono sopportare la luce. Quando la luce della cupola di Auron fuoriesce, gli Arach tentano di salvarsi fuggendo all'interno, dove è diventato tutto buio e tenebre. Per fortuna la cupola si infrange e gli Arach ritornano nelle loro grotte.

#### Keras
gli animali originari di Keras sono:

##### Sanguisughe volanti
Le sanguisughe volanti sono creature simili a normali sanguisughe, ma dotate di ali che permettono loro di planare su tutti coloro che attraversano il Passaggio Proibito, la gola che separa Auron da Keras. Muoiono se si espongono alla luce.

##### Ali di mare
Le ali di mare sono creature, solo nominate, che i kerani pescano usando come esche le sanguisughe volanti. Pare siano considerate molto buone.

### Terre dell'Ombra
gli animali delle Terre dell'Ombra sono:

#### Vraal
I vraal sono creature create appositamente per combattere. Il signore dell'ombra li utilizza per combattere nell'Arena, ma i vraal non sono sotto il suo controllo come attestano le numerose fughe di queste bestie sulla Montagna del Terrore. Il primo Vraal combatte contro Lief, Barda e Jasmine proprio qui, e se non fosse stato per l'intervento di Prin li avrebbe sicuramente sconfitti. In seguito compare un altro Vraal nella Discarica di fronte alla Fabbrica, nelle Terre dell'Ombra.

#### Coleotteri carnivori
I coleotteri carnivori sono grossi insetti che, durante il giorno, si nascondono sottoterra per poi emergere la notte divorando gli animali e i passanti ignari. Alcuni di loro rischiano di divorare il gruppo ma si ritirano al sopraggiungere dei selvaggi.

#### I selvaggi
I selvaggi sono esperimenti falliti del signore dell'ombra. Questi esseri mostruosi un tempo erano uomini di Deltora, ma dopo la cattura il Signore dell'Ombra li ha tramutati in esseri orribili con vari esperimenti. Artiglio, uno dei componenti della Resistenza nelle terre dell'Ombra, è riuscito a fuggire prima che il signore dell'Ombra completasse i suoi esperimenti, ma ha ora dei lunghi artigli al posto delle unghie.

#### Mostro dai cent'occhi
Il mostro dai cent'occhi è una grande creature simile a una montagna di carne flaccida con le zampe. Sembra avere più di una testa, ma un esame attento rivelerà che si tratta dei suoi piccoli, contenuti in marsupi praticamente invisibili. Un mostro con i suoi piccoli compare quando il gruppo sta fuggendo dai selvaggi.

## Creature uniche
Nel seguente elenco rientrano tutte le creature di cui si conosce l'esistenza di un solo esemplare, che non siano asservite al Signore dell'Ombra, e che non possiedono una mente umana:

### Deltora

#### Terre del Topazio

##### Wennbar
Il Wennbar è una grossa creatura, descritta come dotata di quattro zampe tozze, un muso ridotto a due occhietti infossati e una chiostra di denti neri, che gli Wenn idolatrano, a cui offrono sacrifici di prede grosse catturate lungo il sentiero di Wenn Del. Operano questi sacrifici più che altro per evitare di essere divorati. Infatti se non riceve un tributo il Wennbar richiede un paio di Wenn per sfamarsi. Una sua caratteristica peculiare sono le piccole pieghe di carne verdastra che ha sotto il collo, le quali gli permettono di allungarlo fino ad altezze ragguardevoli, per raggiungere le prede se queste fuggono sugli alberi. Lief, Barda e Jasmine gli sfuggono grazie al mantello dell'invisibilità di Lief, tessuto da sua madre.

#### Terre del Lapislazzuli

##### L'Alveare
L'Alveare è un'entità collettiva composta da milioni di insetti simili a sabbia per dimensioni e forma. Questa creatura controlla le bestie delle sabbie, le quali raccolgono per l'Alveare gli oggetti preziosi che cadono nella sabbia. Può essere sconfitto dal fumo, anche se questo lo fa solo distrarre.

#### Terre dell'Ametista

##### Il Glus
Il Glus è una gigantesca creatura, simile ad una lumaca, con centinaia di occhi sul volto. Dalla sua bocca fuoriescono lunghi fili che emettono un materiale biancastro che usa per bloccare le prede e per costruire le pareti del labirinto, da cui trasuda lo stesso liquido. Se ci si addormenta nel labirinto si finisce bloccati da questo materiale.

#### Terre del Diamante

##### Mostro di alghe
Il mostro di alghe è un'enorme creatura simile a una lucertola color dell'oro, con pinne al posto delle zampe e una grande criniera a chiazze che vive sull'Isola delle Tenebre. Quando nuota sembra un ammasso di alghe alla deriva.

### Isole Pirrane

#### Piuma

##### La Paura
La Paura è un enorme mostro simile a una piovra, con lunghi tentacoli che terminano con punte uncinate. È talmente forte da riuscire a causare maremoti se non riceve un tributo all'anno. È stato sconfitto da Glock, a costo della vita, che gli ha incastrato il moncone della sua spada nella gola.

## Creature oscure
Le creature oscure sono tutte le creature, dunque anche gli umani, asservite al signore dell'ombra.

### Deltora
le creature (inclusi gli umani) sono elencati in base alla terra in cui fanno la prima comparsa.

#### Terre del Topazio
Le creature oscure che vivono nelle Terre del Topazio sono:

##### Ak-Baba
Gli Ak-Baba sono creature enormi, simili a giganteschi uccelli nell'aspetto, che mangiano carne dei morti e vivono mille anni. Sette di loro (gli unici mai comparsi) sono asserviti al Signore dell'Ombra. Sono queste creature a rubare le sette pietre e a nasconderle nei sette luoghi più pericolosi di Deltora. In seguito fanno diverse comparse, come quando uno di loro cerca i tre sulla pianura dei ratti, o quando sono appollaiati sulla torre più alta del Palazzo di Del, o ancora nell'Arena nelle Terre dell'Ombra. Fanno di nuovo ritorno per cercare di impedire ai draghi di Deltora di fermare il fango tossico che doveva distruggere tutto ciò che vive a Deltora. Qui però quattro di loro trovano la morte, dopo che i draghi li abbattono facendoli precipitare nel fango. Gli ultimi tre si ritirano dalla lotta.

##### Guardie Grigie
Le Guardie Grigie sono l'esercito del Signore dell'Ombra, e devono il loro nome al colore grigio delle loro uniformi. Inizialmente sembra che queste creature altro non siano che umani, pur tuttavia dotati di sensi molto più sviluppati. Marciano in drappelli di dieci, e i loro nomi propri sono costituiti dal nome del loro "clan" seguito da un numero. Jasmine, sulla base delle informazioni che ha carpito nelle Foreste del Silenzio, racconta a Lief e Barda che le Guardie vengono allevate in gruppi di dieci, senza una madre. In seguito si scopre che le Guardie Grigie crescono nelle vasche di crescita a gruppi di dieci, e altro non sono che una "creatura" del Nemico. Quando "scadono", ossia iniziano a liquefarsi, vengono gettate nella Discarica delle Terre dell'Ombra. Esiste una speciale divisione delle Guardie Grigie, chiamata squadrone Carn, il quale compare la prima volta sulla Montagna del Terrore.

##### Sorella del Sud
La Sorella del Sud è una delle quattro sorelle, creature create dal signore dell'ombra allo scopo di avvelenare le terre di Deltora meridionali. Simile per aspetto ad una gemma grigia con venature rosse a forma di vortice, la Sorella ha circa le dimensioni di una gemma della cintura di Deltora. Lief rischia di rimanerne incantato, ma viene soccorso da Jasmine.

##### Paff
Paff è la custode della sorella del sud, serva del signore dell'ombra. Questi le ha dato, in cambio dei suoi servigi di spia e custode, la capacità di evocare una creatura di fango a due teste, una di cane e una di uccello sulla nuca, con la schiena coperta di spine. Queste ultime se mozzate, possono rigenerarsi senza problemi sul dorso della creatura. Dopo la sconfitta della sorella, Paff si è suicidata toccando la cintura, un gesto che nessun servo del signore dell'ombra può permettersi.

#### Terre del rubino
Le creature oscure delle Terre del Rubino sono:

##### Thaegan
La maga Thaegan era una potente strega che viveva nelle Terre del Rubino. La maga era estremamente crudele, al punto da distruggere D'Or e tramutarla nel Lago delle Nebbie solo per la sua bellezza, e, quando i Ralad si lamentarono della cosa, li rese muti. In seguito condannò un'aquila gigante a servirla facendo la guardia a un ponte, come punizione per aver tentato di ingannarla e salvare così un suo amico (probabilmente un altro uccello). Infatti una delle abitudini di Thaegan è quella di divorare vivo un uccello come pasto. La strega cela il suo aspetto mostruoso dietro le sembianze di una bella donna. Il suo corpo, protetto dalla sua stessa magia, è invulnerabile. Tuttavia, il suo unico punto debole è il mignolo della mano sinistra che usa per scagliare gli incantesimi. Versare una goccia del suo sangue è sufficiente per annientarla. Barda inizialmente sottovaluta la minaccia rappresentata della strega, tuttavia Jasmine dichiara che dal momento che "il male ama il male", da quando il Signore dell'Ombra ha invaso Deltora i poteri di Thaegan sono decuplicati. La strega ha inoltre tredici figli (vedi sotto).

##### I figli di Taeghan
Taeghan ha tredici figli. i loro nomi, in ordine stando a quanto detto dal guardiano del ponte, sono: Hot, Tot, Jin, Jod, Fie, Fly, Zan, Zod, Pik, Snik, Lun, Lod e l'orrendo Ichabod. Non si sa però se ci sia un ordine o se siano semplicemente in posizione casuale. I primi a comparire sono stati i fratelli Jin e Jod. Dopo avere attirato Lief, Barda e Jasmine in una trappola di sabbie mobili, fingono di salvarli, tramutati dalla magia in anziani. Poi li invitano ad entrare in casa. Lief si rende conto della magia toccando il Topazio, che gli illumina la mente. Riesce così a rendersi conto di quanto è successo e a far fuggire i suoi compagni. I due mostri affogano poi nelle sabbie mobili, dove vengono attirati da Jasmine in un momento di distrazione causato dall'assalto di Kree. Gli altri undici figli catturano i ragazzi, che però li inducono a lottare fra di loro. Alla fine della rissa l'unico sopravvissuto è Ichabod, che però rimane ferito dal fuoco, e di conseguenza non riesce a raggiungere e catturare i tre, scappati da un buco creato da Filli nella rete in cui erano bloccati. In seguito Ichabod, d'accordo con il Signore dell'Ombra, rapisce Dain e lo porta a Del, attirando così in trappola tutto il gruppo. Muore quando la cintura di Deltora riconosce Lief come re e il Signore dell'Ombra si ritira, togliendogli tutto il potere.

##### Soldeen
Soldeen è l'enorme creatura in cui viene trasformato Nanion, simile per aspetto ad un grosso pesce gatto. Viene abbattuto da Taeghan quando viene fatto rinsavire da Lief, e in seguito torna normale dopo la morte della strega.

##### Rolf il Capricorno
Rolf è il capricorno (vedi oltre) che fa la guardia alla sorella dell'Est. Il signore dell'Ombra gli ha dato la capacità di tramutarsi in una creatura simile al drago del rubino, ma non altrettanto forte. Dapprima fa sbagliare strada ai tre e alle guardie che li accompagnano, poi tenta di farli cadere in un burrone. Quando Lief lo fa proseguire con le guardie mentre lui, Jasmine e Barda attraversano la Foresta Finale, il capricorno si trasforma e li uccide tutti. Poi finge che il drago lo abbia portato al Nido del Drago. Infine, quando Lief lo caccia, si trasforma di nuovo e li attacca. A questo punto viene ucciso dal Drago del Rubino.

##### Sorella dell'Est
La Sorella dell'Est è una creatura, di aspetto simile a un uovo di colore giallo acido, facente parte delle Quattro Sorelle e molto affine dunque alle altre tre. È infatti lei che avvelena le Terre dell'Est.

#### Terre dell'Opale
Le creature oscure delle terre dell'Opale sono:

##### Akkalah-Rat
Gli Akkalah-Rat (originariamente, "accalappiaratti") sono nove uomini che governano Norat, la città dove vivono i discendenti di coloro che sfuggirono all'invasione di ratti di Hira. I Nove vestono completamente di rosso, in contrasto con gli abitanti comuni che vestono di nero. Portano legati alle braccia dei corti frustini che assomigliano a code di topo, che usano per "eliminare gli impuri", ossia per punire coloro che violano le leggi di Norat (che ad esempio stabiliscono che fare cadere il cibo, o non essere puliti, è male, o che gli animali piccoli pelosi sono pericolosi). In realtà queste leggi, come il loro gesto tipico di saluto, "Kuanorat" -no ratti qua- accompagnato da un movimento dalla spalla al fianco opposto, sono retaggio dei tempi in cui Hira era invasa dai ratti. Nella prima serie catturano il gruppo e li rinchiudono in prigione, ma questi, con l'aiuto di Tira, una ragazza salvata da Lief, riescono a fuggire, anche se nella fuga uccidono accidentalmente Reece, il capo dei nove Akkalah-Rat, portandolo a contatto con il muschio del Foro. Si scopre che i Nove, una volta gli accalappiaratti di Hira, sono stati marchiati dal Signore dell'Ombra, e che su suo ordine avevano incoraggiato il proliferare dei ratti nella città delle Pianure, lasciandola di fatto in mano al Nemico. Lief, Barda e Jasmine scoprono inoltre che il cibo ottimo che a Norat viene gettato, viene poi raccolto e portato alla reggia di Del. Nella seconda serie i Nove costringono la popolazione di Norat ad andare nelle Terre dell'Ombra e in seguito li si vede sugli spalti nell'Arena dell'Ombra,. Non si sa cosa ne sia stato di loro dopo che Emlis ha suonato il Flauto di Pirra.

##### Reeah
Reeah è il gigantesco serpente che faceva la guardia all'opale della cintura. È un serpente di colore ambrato, lungo circa 100 metri, talmente grande da occupare l'intero, enorme salone del castello al centro della città. Il mostro attirò Lief nel momento in cui questo entrò ad Hira, usando la propria ipnosi e il potere dell'opale, ma non lo attacca subito perché teme il potere del rubino. Lief, così, lo convince con l'inganno a parlargli di come arrivò nella città e di come fece a crescere fino alle sue enormi dimensioni. Scopre così che gli Akkalah-Rat allevarono, su ordine del signore dell'ombra, i ratti, perché Reeah potesse nutrirsene e crescere. Quando poi la città fu invasa dai ratti, gli Akkalah-Rat fecero emigrare la popolazione, lasciando Reeah unico re della città dei ratti. Viene ucciso da Jasmine quando sta per divorare Lief.

##### La marea grigia
La marea grigia è un'enorme creatura, che assomiglia ad un'enorme onda grigia (in linea con le altre quattro sorelle che assomigliano ad oggetti inanimati). È estremamente velenosa, al punto da riuscire ad uccidere semplicemente quando viene sfiorata (come dimostra quando uccide i ratti di Hira). Si nasconde sotto la città di Hira (ed è questo che ha spinto il signore dell'ombra a conquistare la città).Il Signore dell'ombra, si è inoltre ispirato ad una leggenda tratta dagli "Annali di Deltora", nella quale si narra di quattro sorelle (soprannominate "Acqua","Viva","Terra" e "Flora") dalla voce melodiosa, che cantavano recando gioia all'isola nella quale abitavano. Quando uno stregone malvagio venne ad abitarci, disgustato dal loro canto, le imprigionò in quattro angoli estremi dell'isola. Tutta via queste continuavano a cantare, e furono uccise dal perfido stregone. Quando però cessò il silenzio, una mostruosa creatura giacente sotto l'isola, cullata nel sonno dalla dolce melodia delle sorelle, distrusse l'isola fin quando nessuno la rivide mai più. Il Signore dell'ombra rese le sorelle malvagie dotate di un terribile canto, talmente stridente e fastidioso, da riuscire a far impazzire una persona. Messe a tacere le cantilene delle sorelle, fu svegliata la Marea grigia. È stata sconfitta dai sette draghi di Deltora, che hanno bruciato e solidificato il fango fino a distruggerlo.

#### Terre del Lapislazzuli
Le creature delle terre del Lapislazzuli sono:

##### Mamma Brightly
Mamma Brightly è la donna che dirige la Locanda dei Campioni di Rithmere da quando il Signore dell'Ombra ha cacciato Fardeep. Viene descritta come "una donna florida, con un vestito verde pisello ornato di pizzi e nastri". Si dimostra gentile e premurosa, ma in realtà consegna i campioni del torneo alle Guardie Grigie, che poi li deportano nelle Terre dell'Ombra, dove sono costretti a combattere contro i Vraal. Lief, Barda e Jasmine vengono catturati dalle Guardie a causa sua, ma vengono salvati da Destino e da Dain.

#### Terre dello Smeraldo
Le creature oscure delle terre dello smeraldo sono:

##### Gellick
Gellick era il gigantesco rospo che faceva la guardia allo smeraldo della cintura di Deltora. Lief e i suoi compagni lo vedono la prima volta usando l'acqua della fonte dei sogni. Poi convincono gli gnomi che possono sconfiggere il mostro, pensando di usare le bombe pustola, per poi scoprire che queste sono inefficaci in quanto piene del veleno dello stesso mostro. Lief lo trasforma in un albero facendogli bere l'acqua della fonte dei sogni.

##### Il Mascherato
Il Mascherato, alias Kirsten di Porta delle Ombre, è la guardiana della Sorella del Nord. Dopo che Remi la seduce e poi riparte con gli altri mascherati, fugge per la vergogna. Viene sedotta dal potere del Signore dell'Ombra, che la trasforma nel guardiano del Nord. Ha il potere di emanare creature che soffocano i nemici. Viene uccisa dai serpenti che si trovavano in compagnia della Sorella del Nord.

##### Sorella del Nord
La Sorella del Nord è una delle Quattro Sorelle. Questa creatura si nascondeva a Porta delle Ombre e avvelenava le Terre del Nord. Somiglia ad un grosso serpente, ma non ha né occhi né lingua.

#### Terre dell'Ametista
Le creature oscure nelle terre dell'Ametista sono:

##### Ol
Gli ol sono creature proteiformi, che si dividono in tre diversi livelli, che vengono determinati dalla loro abilità nelle trasformazioni:
- 1º livello: gli ol di primo livello sono creature molto rozze, che riescono a mantenere la loro forma solo per breve tempo e mostrano apertamente il loro marchio, inoltre viaggiano spesso in coppia;
- 2º livello: gli ol di secondo livello sono creature molto più abili nelle trasformazioni, anche se hanno due limiti: possono diventare solo creature viventi e ogni tre giorni perdono per qualche secondo la loro forma (questo avvenimento viene chiamato "il Tremore");
- 3º livello: gli ol di terzo livello sono in grado di assumere la forma di oggetti inanimati e possono mantenere la loro forma senza subire il tremore. Tuttavia il signore dell'Ombra li considera imperfetti perché dopo qualche tempo cominciano a provare sentimenti umani (Dain faceva parte di questi ultimi, era creato "su misura" dal tiranno).

##### Jack il Ridanciano
Jack il Ridanciano è un uomo molto pericoloso che presta soldi ai disperati, per poi farsi restituire dieci volte quello che presta. Jack è anche stato capitano di una nave-casinò, "La Fortunata", che ha abbandonato quando una tempesta l'ha quasi distrutta. Venne maledetto da Verity, la figlia di Han il Rosso di Punta dello scheletro. Quando ruba a Jasmine delle monete, tra cui anche una proveniente dalla nave e vinta in precedenza da Lief, la nave lo attira a sé e lo costringe a incatenarsi sotto coperta. Poi la nave affonda, uccidendolo. Inoltre è il fratello di Tom e di Alila.

#### Terre del Diamante
Le creature oscure delle terre del Diamante sono:

##### Il guardiano
Il guardiano, alias Fardeep di Rithmere, è un uomo che viveva a Rithmere, ma che dopo essere stato cacciato dal Signore dell'Ombra si è rifugiato nella valle degli incantesimi. Il tiranno poi lo ha costretto a diventare il guardiano. Dentro di lui Odio, Cupidugia, Empietà e Presunzione sono cresciuti al punto da finire per trasformarsi in quattro tozze creature legate al suo petto con dei cordoni. Sottopone a un indovinello tutti coloro che entrano nella valle e chi non indovina è condannato a vagare nella nebbia. Lief risolve l'enigma, la cui risposta è ENDON, e vince il diamante della cintura. Poi taglia i cordoni che legano le bestiacce al Guardiano e le uccide. Dopodiché Fardeep ritorna umano, e con lui anche tutti coloro che erano stati sconfitti, assieme ai Torani.

##### Sorella dell'Ovest
La Sorella dell'Ovest è una creatura creata dal signore dell'ombra per avvelenare le terre dell'ovest. Il suo guardiano è Jack il Ridanciano. La creatura assomiglia ad una massa informe di gelatina, e viene uccisa da una vampata del drago dell'Ametista. Quando venne trovata da Lief, Barda e Jasmine, era contenuta all'interno del corpo di Doran da anni, l'amico dei draghi, che però chiede al drago dell'Ametista di ucciderlo per permettergli di riposare in pace. Il drago ubbidisce, e lo uccide rubandogli il respiro.

### Terre dell'Ombra
Le creature oscure delle Terre dell'Ombra sono:

#### Vermi Testarossa
I Vermi Testarossa sono creature create dal signore dell'Ombra per assumere il controllo delle menti degli abitanti di Deltora. Questi mostri si infilano nelle orecchie degli umani e assumono il controllo delle loro menti. Inizialmente avevano effetti collaterali (le persone diventavano sorde, come Amarantz, o soffrivano di emicranie come Pieter, l'aspirante attentatore di Lief). Quando il signore dell'Ombra termina di perfezionarli, e si prepara a liberarli, Lief suona il Flauto di Pirra e le creature muoiono.

## Piante e animali-piante

### Deltora

#### Terre del Topazio
Le piante delle Terre del Topazio sono:

##### Gigli della vita
I gigli della vita sono piante particolari, che quando fioriscono emettono dalla corolla del nettare, che permette di guarire anche le ferite più gravi. A detta di Gorl, poi, berne una coppa dona l'eterna giovinezza. Quando, dopo la sconfitta del mostro, il sole ricomincia a filtrare, i gigli fioriscono. Lief ne usa il nettare per guarire Barda, e Jasmine ne raccoglie alcune gocce per curare ferite future. Infatti, lo usa dopo lo scontro con Jin e Jod per curare l'ala ferita di Kree, poi per curare le ferite di Lief alla città dei Ratti, e ancora per curare Prin dopo che viene colpita da una freccia degli gnomi. Queste sono le ultime gocce, e infatti dopo questo momento Jasmine non ne avrà più a disposizione.

#### Terre del Rubino
Le piante delle Terre del Rubino sono:

##### Gli alberi del Sonno
Gli alberi del Sonno sono alberi su cui crescono i frutti del Sonno. Crescono in gruppo in una zona della foresta finale, il Frutteto, e a detta di Jasmine parlano solo con i loro simili. Vivono in una specie di simbiosi con i guardiani del frutteto. Infatti i frutti fanno addormentare gli incauti che le mangiano senza la buccia (l'antidoto) e i guardiani li divorano, trasformando poi gli avanzi in concime.

#### Terre dell'Opale
Le piante delle terre dell'Opale sono:

##### Meli dell'Ape Regina
I meli dell'Ape Regina sono piante che si trovano nel frutteto dell'Ape Regina, che producono mele particolari da cui si distilla un succo speciale che permette di recuperare le forze. Lo bevevano le guardie del palazzo prima dell'ascesa del Signore dell'Ombra, e in seguito viene usato ai giochi di Rithmere.

#### Terre dello smeraldo

##### Alberi muti
Gli alberi muti sono persone malvagie che sono state trasformate in piante dall'acqua della fonte dei sogni. La prima volta in cui si vede questo avvenimento è quando la bevono due Guardie Grigie. Pare comunque che la magia richieda tempi diversi da persona a persona, infatti le guardie grigie si trasformano molto più lentamente di Gellick.

#### Terre del Diamante

##### Pinzoni
I pinzoni sono pericolosissime piante carnivore, che crescono sulle colline che affiancano la strada che va da Tora a Del. Lief, Barda e Jasmine vengono morsi da queste piante, perché non sapevano cosa fossero. Una volta infatti che queste tengono chiuse le loro fauci, situate al livello del suolo, si mimetizzano perfettamente con la vegetazione circostante. Mentre Lief e Jasmine riescono a salvarsi con solo qualche morso, Barda viene ferito gravemente. Quando poi arrivano a Withick Mire, i tre vengono curati da Glock, che fa usare loro uno speciale unguento, dato che bendare le ferite non basta, perché i pinzoni iniettano una sostanza che impedisce la coagulazione sanguigna. In seguito, Glock vanta che tra i talismani della sua famiglia ci sia anche il fiore di un pinzone.

##### Gigli carnivori
I gigli carnivori sono piante che crescono solo sull'isola rossa. I loro petali si staccano quando trovano forme di vita, e succhiano il sangue delle vittime, che spesso non si accorgono di quanto accade finché non è troppo tardi. Questi fiori uccisero il Drago del Diamante nel sonno, ma non riuscirono a scalfire l'uovo che ella depose. È probabile che ai tempi del Drago i gigli non fossero presenti sull'isola, o formassero solo un anello intorno ad essa, come suggerito da Jasmine.

### Isole Pirrane

#### Alberi Fungo
Gli alberi fungo sono alberi che crescono su tutte le isole pirrane, e che hanno membrane simili a quelle dei funghi al posto delle foglie.

## Popoli e Creature senzienti

### Terre del Topazio

#### Popolo di Del
Il Popolo di Del è la popolazione (tribù) originaria delle terre del Topazio, di cui questa pietra era il talismano. Questo popolo un tempo era il solo ad abitare le terre del Topazio, ma ora il Popolo si è diffuso in tutta Deltora. Di questo popolo fanno parte, tra i personaggi importanti, i re di Deltora (da parte di padre), Barda, Jasmine, Destino, Zigzag, Ranesh, Josef e Paff (vedi anche creature oscure). Si pensa quindi che, sebbene la tribù si sia distribuita sul territorio di tutto il regno, nella città di Del la grande maggioranza degli abitanti discenda ancora dall'omonima tribù. Per le aree geografiche delle terre del Topazio vedi Luoghi di Deltora.

#### Grugni
I Grugni sono creature scimmiesche che si divertono molto a sottoporre i viandanti che attraversano le loro terre, le colline di Os-Mine, a venti indovinelli. Il premio in palio sono le dita di mani e piedi, che vengono divorate una per ogni errore. Lief, Barda e Zigzag prima, e Rolf dopo, hanno partecipato a questo gioco, e Rolf ha perso il mignolo.

### Terre del Rubino

#### Ralad
I Ralad sono la popolazione (tribù) originaria delle Terre del Rubino, di cui questa pietra era il talismano. Un tempo era l'unica popolazione ad abitare le Terre del Rubino, ma come per le altre tribù in seguito l'area venne colonizzata anche da altri popoli. I Ralad hanno l'aspetto di gracili omini di bassa statura, dalla pelle grigia e rugosa, gli arti lunghi e sottili, gli occhietti neri e rotondi e radi capelli rossi. Essi però sono molto forti, e a Deltora sono famosi come costruttori. Hanno eretto la loro città, Raladin, la reggia di Del ed il faro di Punta dello Scheletro. La maga Taeghan lanciò su di loro un incantesimo che li rese muti, insieme a tutta la loro stirpe, per quasi un secolo, finché la strega non fu uccisa da Kree il corvo. Per informazioni sulla loro città, vedi Luoghi di Deltora. Di questo popolo fa parte Manus.

#### Popolo di D'Or
Il popolo di D'Or è una popolazione che risiede nelle Terre del Rubino, anche se, a quanto dice Destino, arrivò dal mare dopo che Adin unì le Sette Tribù. Gli abitanti di D'Or vengono descritti come dotati di una carnagione dorata. Taeghan lanciò su di loro e sulla città un incantesimo, che la tramutò nel Lago delle Nebbie per quasi un secolo (quando poi i Ralad protestarono, Taeghan li rese muti), e tramutò gli abitanti in orride creature striscianti. Di questo popolo fanno parte Nanion e sua moglie Ethena.

#### Popolo di Broome
Il popolo di Broome è quello di umani che vivono nella zona con capoluogo Broome. Probabilmente questa popolazione è in realtà il risultato di una miscellanea di popolazioni. Gli abitanti di Broome sono tutti alti e forti, e le donne tengono i capelli molto corti, perché, a quanto pare, in questa zona un tempo si aggiravano numerosi draghi, e la tradizione è rimasta anche dopo che i draghi sono stati ritenuti estinti.
A questo popolo appartiene Lindal di Broome.

### Terre del Opale

#### Popolo delle Pianure
Il popolo delle Pianure è il popolo il cui talismano era l'Opale. Questa popolazione ha subito la stessa sorte delle altre, a causa della sua unione con gli altri popoli. A detta del drago del Topazio, in queste terre nascono strane creature, riferendosi a Steven e Nevets. Oltre a questi ultimi, delle Terre dell'Opale sono originari l'Ape Regina e gli abitanti di Norat.

#### I Mascherati
I Mascherati sono un gruppo di girovaghi che si possono incontrare, anche se con una certa difficoltà, nel nord di Deltora. Compaiono la prima volta nelle Terre dell'Opale, e Lief e compagni si uniscono a loro sotto copertura per attraversare le Terre del Nord fino a Porta delle Ombre. Tuttavia, in un piccolo paese chiamato Valle Felice, Lief, Barda e Jasmine si separano in maniera rocambolesca dai Mascherati. Questi, infatti, indossano, nel momento che raggiungono la maggiore età, una cosiddetta "Maschera da Adulto" che aderisce al loro volto per sempre.

### Terre del Lapislazzuli

#### Popolo delle Paludi
Il popolo delle paludi è il popolo originario delle terre del Lapislazzuli, cui apparteneva questa pietra. Ha subito la stessa sorte delle altre tribù. Rappresentanti di questo popolo sono gli abitanti di Rithmere.

### Terre dello Smeraldo

#### Gnomi della Montagna del Terrore
Gli Gnomi della Montagna del Terrore sono il popolo cui apparteneva lo Smeraldo. Sono l'unica tribù del Regno, oltre ai Ralad, ad avere statura e comportamento diverso dagli umani normali, dato che tendono a non accettare gli estranei e ad essere sospettosi. La piccola Prin racconta a Lief, Barda e Jasmine della propensione di questo popolo per scherzi e burle crudeli. Gli Gnomi hanno la loro base nelle viscere della Montagna, dove conservano il loro tesoro, ma spesso si avventurano per quanto possibile lungo i sentieri di tutta la Montagna. Cacciandoli con l'utilizzo di frecce avvelenate hanno anche quasi fatto estinguere i Kin.
Rappresentanti di questo popolo sono Fa-Glin, Gla-Thon e Ri-Nan.

#### Kin
I Kin sono grossi animali marsupiali, dotati di ali che quando sono a terra lasciano ripiegate sui fianchi. Sono marrone scuro, apparentemente privi di pelo, hanno orecchie piccole e attaccate al cranio, zampe posteriori tozze e massicce e zampe anteriori più esili e prensili. Vivono in branco e sono dotati di parola. Quando dormono accovacciati sembrano grossi massi. Il loro habitat originale era la Montagna del Terrore, ma gli Gnomi della Montagna hanno dato loro la caccia al punto che hanno quasi determinato l'estinzione della specie. I Kin superstiti hanno abbandonato la Montagna e vivono alle sue pendici, nella radura di un bosco magico dove sgorga l'acqua dei sogni, lontani da uomini e Gnomi. Gli abitanti di Deltora, Lief per primo, li ritenevano estinti. Tre esemplari di Kin femmina, Alisa, Merin e Bruna, decidono di accompagnare in volo Lief, Barda e Jasmine sulla Montagna del Terrore trasportandoli nei loro marsupi. Atterrano alla “Sosta dei Kin”, che si trova circa a metà Montagna, un luogo ora completamente invaso dalla foresta di Boolong, alberi che in loro assenza si sono moltiplicati. Rappresentante di questa specie è anche Prin, la Piccola, la più giovane del branco, che accompagna Lief, Barda e Jasmine sulla Montagna fin dentro la cittadella degli Gnomi. I Kin covano un odio reciproco nei confronti degli Gnomi della Montagna, che da qualche anno li uccidono con le loro frecce avvelenate, e usano le loro pelli per fare delle giubbe, ma questa antica inimicizia sembra finire quando Lief uccide il rospo Gellick e mette pace tra le due razze.

#### Popolo dello Smeraldo
Il popolo dello Smeraldo è formato dagli umani che vivono in queste terre. Esempi di città umane sono Porta delle Ombre (la città), e altri piccoli insediamenti. Probabilmente hanno una storia comune con gli abitanti di città come Broome. Rappresentanti di questo popolo son Kirsten e Mariella.

### Terre dell'Ametista

#### Popolo di Tora
Il popolo di Tora è la tribù cui apparteneva l'ametista. Questo popolo sembra essere circoscritto alla sola Tora, il che ne fa uno dei popoli più piccoli. La tribù è dedita alla magia dai tempi di Adin. Sono stati esiliati nelle terre del Diamante da un loro stesso incantesimo nel momento in cui si rifiutarono di prestare soccorso a Re Endon in fuga, ma re Lief li ha perdonati e loro sono tornati alla loro città. Rappresentanti di questo popolo sono i re di Deltora (da parte di madre), Zeean e Marilen.

### Terre del Diamante

#### Jalis
Gli Jalis sono il popolo più selvaggio e bellicoso di tutta Deltora, la cui pietra era il diamante. Quando il Signore dell'Ombra invase il Paese, questo popolo guerriero combatté valorosamente e venne sconfitto. Dopo questo momento, l'ultimo dei Jalis libero fu Glock. Egli morì combattendo contro la Paura, ma Lief liberò quelli che erano stati resi schiavi nelle Terre dell'Ombra.

### Isole Pirrane

#### Popolo dei Goblin
I Goblin sono le tre fazioni (Piumani, Aurani e Kerani), che si unirono dopo che Lief suonò il flauto di Pirra. Discendono dai Pirrani, che vennero sconfitti dal signore dell'Ombra millenni prima. Vivono su tre isole nel mare segreto situato sotto il regno di Deltora. Vengono descritti come dotati di aspetto umanoide, testa di cane e carnagione molto pallida, dovuta alla vita sotterranea che conducono.